# KELT-4
KELT-4 é um sistema estelar triplo localizado a cerca de 685 anos-luz (210 pc) de distância a partir da Terra, na constelação de Leo.
 O sistema é formado pela estrela KELT-4A e pelo seu subcomponente KELT-4BC, um sistema estelar binário.
 A estrela KELT-4A possui um exoplaneta conhecido em sua órbita, o KELT-4Ab.